# Toni Piispanen
Toni Piispanen (Hollola, 24 luglio 1976) è un ex karateka e atleta paralimpico finlandese specializzato nella velocità. Compete nella categoria T51 per la sua mobilità limitata alla parte superiore del corpo.

## Biografia
Rimasto paralizzato a causa di una lesione spinale durante una manifestazione di karate (di cui era un grande atleta di livello nazionale) a Lahti nel 1993, due anni dopo iniziò a praticare il rugby in carrozzina per circa quindici anni, partecipando anche ai campionati mondiali di questo sport nel 2010. Nel 2008 iniziò anche a cimentarsi nella corsa in carrozzina.
Nel 2011 prese parte ai campionati del mondo paralimpici di Christchurch, conquistando la medaglia d'argento nei 100 metri T51 e quella di bronzo nei 200 metri T51. L'anno successivo si laureò campione paralimpico dei 100 metri T51 ai Giochi paralimpici di Londra, con il tempo di 21"72, nuovo record paralimpico.
Nel 2013 tornò ai campionati mondiali paralimpici di Lione, portando a casa la medaglia d'oro nei 100 metri T51 e quella d'argento nei 200 metri T51. Due anni dopo, ai mondiali di Doha, conquistò una medaglia d'argento e una di bronzo, rispettivamente nei 100 e nei 200 metri T51.
Ai Giochi paralimpici di Rio de Janeiro 2016 si classificò quarto nei 100 metri T51 e sesto nei 400 metri T51. L'anno successivo, ai campionati del mondo di atletica leggera paralimpica di Londra, fu medaglia d'argento nei 100 metri T51. Vinse due medaglie dello stesso metallo anche ai campionati europei paralimpici di Berlino, nei 100 e nei 200 metri T51.
Ai mondiali paralimpici di Dubai 2019 conquistò la medaglia d'oro nei 100 metri T51, facendo registrare anche il record dei campionati, mentre nei 200 metri T51 fu medaglia d'argento.

## Progressione

### 100 metri piani T51
| Stagione | Tempo | Luogo            | Data      | Rank. Mond. |
| -------- | ----- | ---------------- | --------- | ----------- |
| 2020     | 20"21 | Lahti            | 15-7-2020 | 1º          |
| 2019     | 20"33 | Dubai            | 7-11-2019 | 2º          |
| 2018     | 20"80 | Nottwil          | 26-5-2018 | 2º          |
| 2017     | 20"68 | Nottwil          | 3-6-2017  | 1º          |
| 2016     | 20"91 | Nottwil          | 26-5-2016 | 2º          |
| 2015     | 20"47 | Arbon            | 4-6-2015  | 1º          |
| 2014     | 21"42 | Nottwil          | 17-5-2014 | 2º          |
| 2013     | 21"60 | Pratteln         | 25-5-2013 | 1º          |
| 2012     | 21"11 | Pratteln         | 17-5-2012 | 1º          |
| 2011     | 21"63 | Stoke Mandeville | 30-7-2011 | 1º          |
| 2010     | 22"92 | Miramar          | 18-6-2010 | 2º          |

### 200 metri piani T51
| Stagione | Tempo | Luogo            | Data      | Rank. Mond. |
| -------- | ----- | ---------------- | --------- | ----------- |
| 2020     | 37"63 | Lahti            | 15-7-2020 | 1º          |
| 2019     | 37"70 | Nottwil          | 24-5-2019 | 2º          |
| 2018     | 38"34 | Nottwil          | 25-5-2018 | 2º          |
| 2017     | 37"77 | Arbon            | 2-6-2017  | 2º          |
| 2016     | 38"07 | Nottwil          | 29-5-2016 | 2º          |
| 2015     | 38"95 | Arbon            | 4-6-2015  | 2º          |
| 2014     | 38"81 | Nottwil          | 21-5-2014 | 1º          |
| 2013     | 40"90 | Lione            | 26-7-2013 | 2º          |
| 2012     | 39"25 | Pratteln         | 17-5-2012 | 1º          |
| 2011     | 45"50 | Stoke Mandeville | 31-7-2011 | 5º          |
| 2010     | 52"44 | Imola            | 20-6-2010 | 3º          |

### 400 metri piani T51
| Stagione | Tempo   | Luogo    | Data      | Rank. Mond. |
| -------- | ------- | -------- | --------- | ----------- |
| 2016     | 1'25"98 | Grosseto | 14-6-2016 | 6º          |
| 2015     | 1'22"56 | Nottwil  | 29-5-2015 | 4º          |
| 2014     | 1'22"31 | Nottwil  | 21-5-2014 | 2º          |
| 2013     | 1'24"25 | Sharja   | 16-3-2013 | 1º          |
| 2012     | 1'52"73 | al-'Ayn  | 15-3-2012 | 8º          |

## Palmarès
| Anno | Manifestazione       | Sede           | Evento          | Risultato | Prestazione | Note                                     |
| ---- | -------------------- | -------------- | --------------- | --------- | ----------- | ---------------------------------------- |
| 2011 | Mondiali paralimpici | Christchurch   | 100 m piani T51 | Argento   | 22"71       | Miglior prestazione personale stagionale |
| 2011 | Mondiali paralimpici | Christchurch   | 200 m piani T51 | Bronzo    | 49"19       |                                          |
| 2012 | Giochi paralimpici   | Londra         | 100 m piani T51 | Oro       | 21"72       | Record paralimpico                       |
| 2013 | Mondiali paralimpici | Lione          | 100 m piani T51 | Oro       | 22"59       |                                          |
| 2013 | Mondiali paralimpici | Lione          | 200 m piani T51 | Argento   | 40"90       | Miglior prestazione personale stagionale |
| 2015 | Mondiali paralimpici | Doha           | 100 m piani T51 | Argento   | 21"43       |                                          |
| 2015 | Mondiali paralimpici | Doha           | 400 m piani T51 | Bronzo    | 1'28"25     |                                          |
| 2016 | Giochi paralimpici   | Rio de Janeiro | 100 m piani T51 | 4º        | 22"2        |                                          |
| 2016 | Giochi paralimpici   | Rio de Janeiro | 400 m piani T51 | 6º        | 1'30"27     |                                          |
| 2017 | Mondiali paralimpici | Londra         | 100 m piani T51 | Argento   | 21"54       |                                          |
| 2018 | Europei paralimpici  | Berlino        | 100 m piani T51 | Argento   | 23"84       |                                          |
| 2018 | Europei paralimpici  | Berlino        | 200 m piani T51 | Argento   | 42"49       |                                          |
| 2019 | Mondiali paralimpici | Dubai          | 100 m piani T51 | Oro       | 20"33       | Record dei campionati                    |
| 2019 | Mondiali paralimpici | Dubai          | 200 m piani T51 | Argento   | 38"32       |                                          |
| 2021 | Giochi paralimpici   | Tokyo          | 100 m piani T51 | Argento   | 20"68       |                                          |
| 2021 | Giochi paralimpici   | Tokyo          | 200 m piani T51 | Oro       | 36"81       | Record paralimpico                       |
| 2023 | Mondiali paralimpici | Parigi         | 100 m piani T51 | Bronzo    | 20"56       |                                          |
| 2023 | Mondiali paralimpici | Parigi         | 200 m piani T51 | Argento   | 37"65       |                                          |
| 2024 | Giochi paralimpici   | Parigi         | 100 m piani T51 | Bronzo    | 21"14       |                                          |
| 2024 | Giochi paralimpici   | Parigi         | 200 m piani T51 | Argento   | 38"55       |                                          |